# Pożegowo (Mosina)

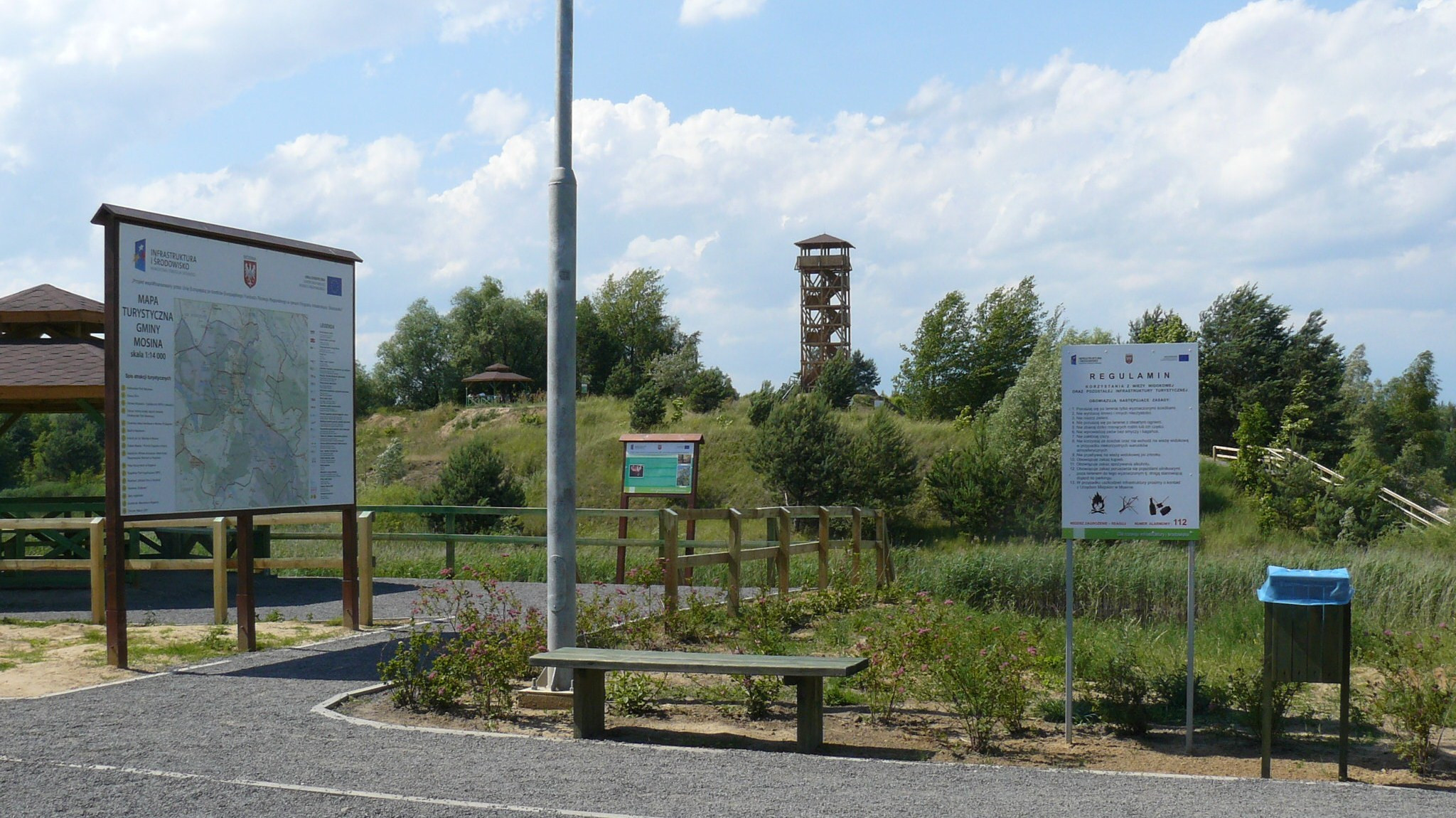
Park i wieża widokowa przy dawnych wyrobiskach cegielnianych

Pożegowo – zachodnia część Mosiny, położona na południowych stokach Osowej Góry, po zachodniej stronie linii kolejowej Puszczykówko - Osowa Góra.
Wieś królewska należąca do starostwa mosińskiego, pod koniec XVI wieku leżała w powiecie poznańskim województwa poznańskiego.

## Historia
Pierwotnie była to wieś królewska (pierwsza wzmianka z 1302). Nigdy nie rozwinęła się ona w sposób znaczący, a po 1660 właściwie opustoszała. Ponownie zasiedlili ją koloniści olęderscy w XVIII wieku, ale nie pozostali tu długo, ponownie opuszczając wieś. W 1793 powstał tu folwark. Na przełomie XIX i XX wieku zbudowano cegielnię, wykorzystującą lokalne zasoby iłów, dostarczanych z wyrobiska koleją wąskotorową. Po II wojnie światowej, po włączeniu do Mosiny, Pożegowo przeżyło okres intensywnej zabudowy jednorodzinnej. Część zabudowań pocegielnianych przejął Prefabud - producent elementów betonowych. 

## Zabytki
Zabytkiem jest pałac z 1896, zbudowany dla właściciela cegielni i od jego nazwiska nazywany Perkiewiczówką. Zachowały się też zabudowania cegielniane - suszarnia cegieł i maszynownia z początku XX wieku. Przy dawnych wyrobiskach stworzono w 2012 park z drewnianą wieżą widokową, pozwalającą ogarnąć widok na Mosinę i większą część Poznania.

## Przyroda
Pomiędzy Pożegowem, a Puszczykówkiem istniała do lat 50. XX wieku wędrująca wydma, grożąca zasypaniem torowiska kolejowego do Osowej Góry. Występował na niej największy polski skorek - obcążnica nadbrzeżna, a także szarańczak - przewężek błękitny (Sphingonotus coerulans).

## Turystyka
Na zachodnim skraju, przy drodze do stacji Osowa Góra, znajduje się Studnia Napoleona i głaz ku czci Władysława Zamoyskiego. Przy nich duży parking dla gości Wielkopolskiego Parku Narodowego. Centralną ulicą Pożegowa przebiega  szlak niebieski z Mosiny do Stęszewa. Od północy przylega do Pożegowa las Figiel.